# Tidemann Tzerntien
Tidemann Tzerntien, auch Zerntien oder Czerntin († 1437 in Lübeck) war ein deutscher Kaufmann und Ratsherr der Hansestadt Lübeck.

## Leben
Der Kaufmann Tidemann Tzerntien war Sohn des Lübecker Bürgers Hinrich Tzerntien. Er war Mitglied der Lübecker Schonenfahrer und des Bürgerausschusses der „60er“. Er wurde von König Erik VII. von Dänemark eine Zeit in Haft gehalten. Nach Rückkehr des Alten Rates 1416 wurde er in den Lübecker Rat gewählt. 1418 war er als Gesandter der Stadt in Oldenburg, um zwischen dem Hamburger Rat und den Grafen von Oldenburg einen Friedensschluss zu vermitteln, 1419 gemeinsam mit dem Ratsherrn und späteren Lübecker Bürgermeister Tidemann Steen  in Bremen, wo er mit den Grafen von Oldenburg über die Bekämpfung der Nachfolger der Vitalienbrüder verhandelte. An Trinitatis 1429 war er bereits Mitglied der patrizischen Zirkelgesellschaft in Lübeck. In Testamenten Lübecker Bürger wird er mehrfach als Urkundszeuge und als Vormund aufgeführt.
Er bewohnte in Lübeck das Hausgrundstück Mengstraße 38. Er besaß weiter je einen halben Anteil an Gut Pronstorf, Boventorp und Rösing, den er 1421 an Jordan Pleskow als Eigentümer der weiteren Hälfte verkaufte.